# اسلاولیوب موسلین
اسلاولیوب موسلین (سیریلیک صربی: Славољуб Муслин؛ زادهٔ ۱۵ ژوئن ۱۹۵۳) بازیکن فوتبال سابق و مربی فوتبال فعلی، اهل جمهوری فدرال سوسیالیستی یوگسلاوی است.
از باشگاه‌هایی که در آن بازی کرده‌است می‌توان به باشگاه فوتبال کان، باشگاه فوتبال ستاره سرخ بلگراد، باشگاه فوتبال استاد برستوا ۲۹، و باشگاه فوتبال لیل اشاره کرد.